# Сварные конструкции

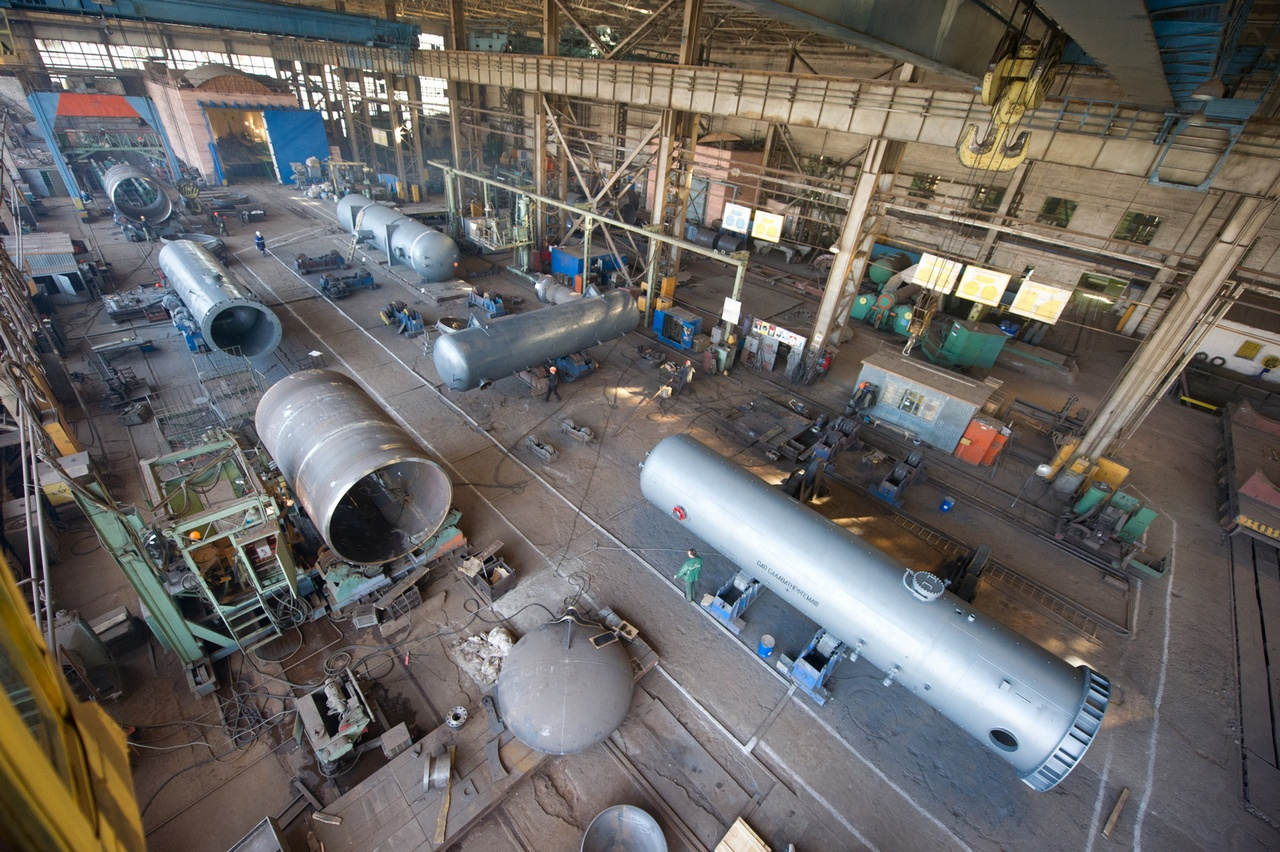
Цистерны для перевозки нефтепродуктов изготавливают сваркой на заводе Салаватнефтемаш

Сварные конструкции — конструкции, выполненные с использованием сварки.
Большая часть сварных конструкций выполняется из стали. Сварные конструкции должны обладать долговечностью, надежностью, ремонтопригодностью и технологичностью производства. В одной конструкции,  при её изготовлении, нельзя использовать сварку и клепку. Так как эти способы по-разному реагируют на действие нагрузки. 

## Классификация

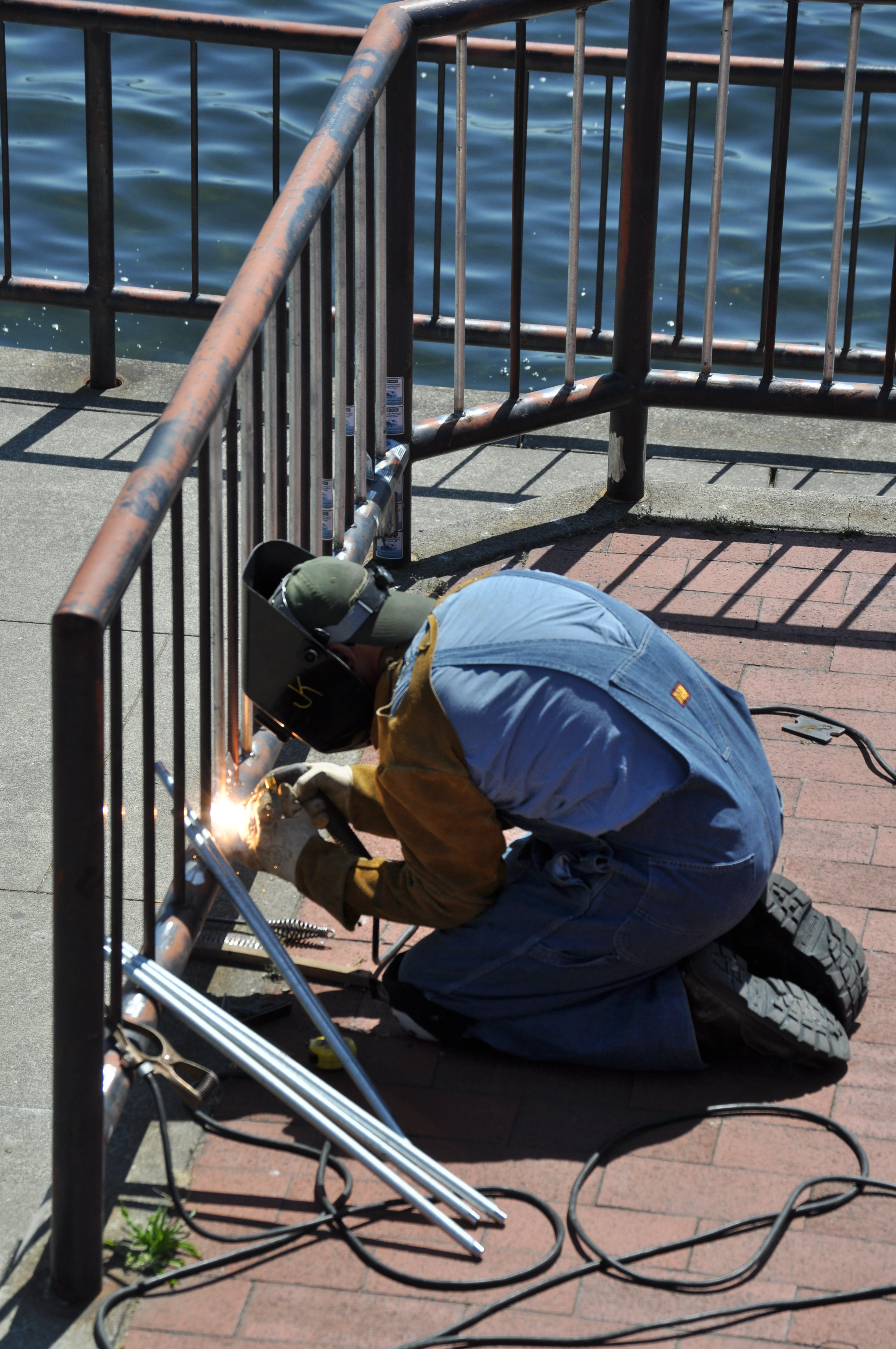
Сварка решетчатых конструкций

Сварные конструкции различают по способу изготовления заготовок, назначению, особенностей использования. По способу изготовления заготовок конструкции различаются на:
- литоштампосварные;
- листовые;
- кованосварные;
- штампосварные.

По назначению конструкции различаются на:
- судовые;
- строительные;
- авиационные;
- вагонные;
- транспортные.

По особенностям работы конструкции разделяются на  балки, колонные, решетки, конструкции под давлением, транспортные конструкции и др. 

## Особенности
Преимуществами сварных конструкций относительно других видов соединений является их относительная дешевизна, возможности экономия металла,  герметичность швов и др. К недостаткам относится наличие внутренних напряжений в швах и зонах термического влияния, возможность образования сварочных трещин.

## Нормативы
Производство сварных конструкций регламентируется в РФ документом:  ГОСТ 23118*99 "Конструкции стальные строительные. Общие технические условия".
В международной практике действуют стандарты:
- ISO 5817:2003 - Сварка. Соединения, полученные сваркой плавлением (кроме лучевой сварки) сталей, никеля, титана и их сплавов. Уровни качества в зависимости от дефектов шва.
- EN ISO 10042:2005 - Сварка. Сварные соединения алюминия и его сплавов, выполненных дуговой сваркой, уровни качества

для дефектов.
- EN ISO IS0 13919*1:1996 - Сварка. Сварные соединения, выполненные электроннолучевой и лазерной сваркой. Руководство по

уровням качества в отношении дефектов. Часть 1. Стали.
- EN ISO 13920 - Допустимые отклонения для сварных конструкций - допустимые отклонения размеров длины, углов, формы и

положения.
- EN ISO 9013 - Сварка и родственные процессы. Классификация качества и допустимые отклонения размеров поверхностей

при термической (газопламенной) резке.